# 信州ジャスコ
信州ジャスコ（しんしゅう- ）はかつて長野県でジャスコなどを展開していた会社。なお同じく現イオングループで後のマックスバリュやザ・ビッグを運営するマックスバリュ長野とは無関係。

## 概要
当時長野県の地場百貨店で売上が低迷していたはやしや百貨店をジャスコが再建合意の上買収し、1974年（昭和49年）に信州ジャスコとなった。さらに、1977年（昭和52年）3月のイトーヨーカドー（初代）上田店開店によりジャスコ傘下となったほていや百貨店はジャスコほていや中央店の移転とともに、信州ジャスコが吸収合併する。なお詳しくはほていや百貨店を参照。
また(スーパーマーケットやディスカウントストア事業も行い、ジャスコ系列で後に完全子会社となるニシナがマックスバリューやウエルマートを出店していた。 一方ディスカウントストア事業では子会社のビッグ・バーン信州を設立。同社は長野県でチェーン店を展開していた「サンアイ」と資本業務提携、さらに同県のホームセンターで高見澤グループだったジョイハウスと合併 した。なお、前者2社は1995年には共同で、ネイバーフット型ショッピングセンターにマックスバリューとDS(ディスカウントストア)ビッグ・バーン(後にメガマート)を4月に長野県池田町にオープンする。その後もこの業態を多数出店。
そして1980年代に入ると営業の効率化などを理由にカネマンジャスコや昭和堂ジャスコさらにニシナといったグループ会社を統合。またビッグ・バーン信州は店舗移管後に清算された。
しかし1999年に関東甲信越地区の再編強化、グループ経営を効率化を目的とし、扇屋とともにジャスコに合併され、法人が消滅した。

## 沿革
- 1970年(昭和45年)10月29日　はやしやの再建に合意。[6]
- 11月9日　はやしや百貨店が改装オープン。[6]
- 1974年(昭和49年)4月12日　はやしやが信州ジャスコに商号変更。[7]
- 1983年(昭和58年)8月21日　長野県上田市のほていやを吸収合併。[8]
- 1986年(昭和61年)10月　名古屋証券取引所市場第二部に株式を上場。[9]
- 1987年(昭和62年)8月　カネマンジャスコを吸収合併。
- 1989年(平成元年)2月21日　昭和堂ジャスコを吸収合併。
- 1998年(平成10年2月21日)　スーパーマーケットニシナを合併。　[10]

- 1999年(平成11年)8月21日　扇屋ジャスコとともにジャスコ株式会社に吸収合併される。[11]

## 店舗
ジャスコ/はやしや/カネマンジャスコ/昭和堂ジャスコ
総合スーパー。過去に存在したジャスコの店舗#長野県を参照。- 須坂店
- 新白馬店
- 南松本店
- 新大町店

ビッグ・バーン/メガマート
ディスカウントストア子会社のビッグバーン信州が運営。元サンアイ。 メガマートも新業態として同社が運営していた。 メガマート店舗はメガマート#長野県を参照。
ウエルマート
スーパーマーケット。6店舗を運営。西友系列に売却。過去に存在したジャスコの店舗#長野県を参照。
マックスバリュー/ニシナ
スーパーマーケット。メガマートと共同出店されることが多かった。